# Comune di Sudak
Il comune di Sudak (in russo Судакский горсовет?; in ucraino Судацька міськрада?; in tataro: Sudaq şeer şurası) è un circondario urbano della Crimea con 30.594 abitanti al 2013. Il capoluogo è l'omonima città.

## Geografia antropica
Il distretto è suddiviso in una città, un insediamento urbano e 14 villaggi.

### Città
- Sudak

### Insediamenti di tipo urbano
- Novyi Svet